# Sjölund (navalakademisk förening)
Sjölund (SjöLund) är en navalakademisk förening i Lund.
Föreningen är den äldsta av de svenska navalakademiska föreningarna och grundades 1964 av bland andra Hans Josefsson och Olof Stenhammar.

## Syfte
Föreningens huvudsyfte är att vårda Flottans mässliv och traditioner, detta sker genom mässmiddagar och baler. Föreningens kärna är militära traditioner med mycket inslag av studentikos humor. Föreningen ordnar även föredrag med föredragshållare inom främst säkerhetspolitik och krigsvetenskap.

## Organisation
Föreningen leds av en Flagg (benämning på sjögående stab) med en Flaggkapten i spetsen. Hans Josefsson var Sjölunds förste flaggkapten. Sittande flaggkapten, Daniel Schrewelius, är den tjugoandra i ordningen. 
I Flaggen ingår en Flöjt (Flagg-löjtnant) som är Flaggkaptens högra hand och även ansvarig för sång, främst snapsvisor. Ett antal Flaggadjutanter ofta benämnda 1FA, 2FA osv finns också i Flaggen med olika ansvarsuppgifter. SP (Ships paymaster) är ekonomiskt ansvarig i föreningen (Motsv kassör) I Föreningen men ej i Flaggen finns ett antal särskilda befattningshavare, exempelvis MässOfficer, Mässbefäl och SkjutO.
SjöLund står under överinseende av en inspector som är aktiv flaggman i svenska flottan. Nuvarande inspector är konteramiral Jens Nykvist. 
SjöLunds högsta beslutande organ är Skeppsrådet som sker varje höst och vårtermin. Flaggkapten utses exklusivt av sin företrädare medan övriga flaggmedlemmar väljs under ordinarie Skeppsråd. Föreningen har sitt säte i Mässen på våning 5 i AF-borgen i Lund.

## Ledamöter
SjöLunds medlemmar benämns Ledamöter. Föreningen vänder sig främst till sjöofficerare som bedriver - eller har bedrivit - akademiska studier i Lund. De flesta medlemmarna är reservofficerare i Flottan. SjöLund väljer i särskilda fall in personer som inte uppfyller kriterierna för ett ordinarie medlemskap i föreningen. SjöLund har idag ca 250 ledamöter.

## Inspectorer emeritii
- Inspector em I Amiral Stig Bergelin
- Inspector em II Amiral Oscar Krokstedt
- Inspector em III Amiral Rolf Rheborg
- Inspector em IV Amiral Bror Stefenson
- Inspector em V Viceamiral Bengt Schuback
- Inspector em VI Amiral Göran Wallén
- Inspector em VII Vicemiral Peter Nordbeck
- Inspector em VIII Kontermiral Sten Swedlund
- Inspector em IX Konteramiral Torsten Lindh
- Inspector em X Konteramiral Jörgen Ericsson
- Inspector em XI Konteramiral Leif Nylander

## Flaggkaptener
- FK em I  	Hans Josefson
- FK em II 	Olof Stenhammar
- FK em III 	Christian Dohrman
- FK em IV 	Håkan Stale
- FK em V 	Kristian Borglin
- FK em VI 	Peter Hane-Weijman
- FK em VII 	Tomas Ericson
- FK em VIII 	Lars Palm
- FK em IX 	Christoffer Berg
- FK em X 	Christofer Frenander
- FK em XI 	Erik Andsberg
- FK em XII 	Fredrik Sörén
- FK em XIII 	Laban Sörén
- FK em XIV 	Gustaf Swedlund
- FK em XV 	Henrik Bootz
- FK em XVI 	Henrik Wiebe
- FK em XVII 	Stefan Gattberg
- FK em XVIII 	  Filip Yliheikkilä
- FK em XIX	Jonas Jonsson
- FK em XX	Lars Fahlén
- FK em XXI	Emil Silfverberg